# Ligne bleue (Liban)
Pour les articles homonymes, voir Ligne bleue.

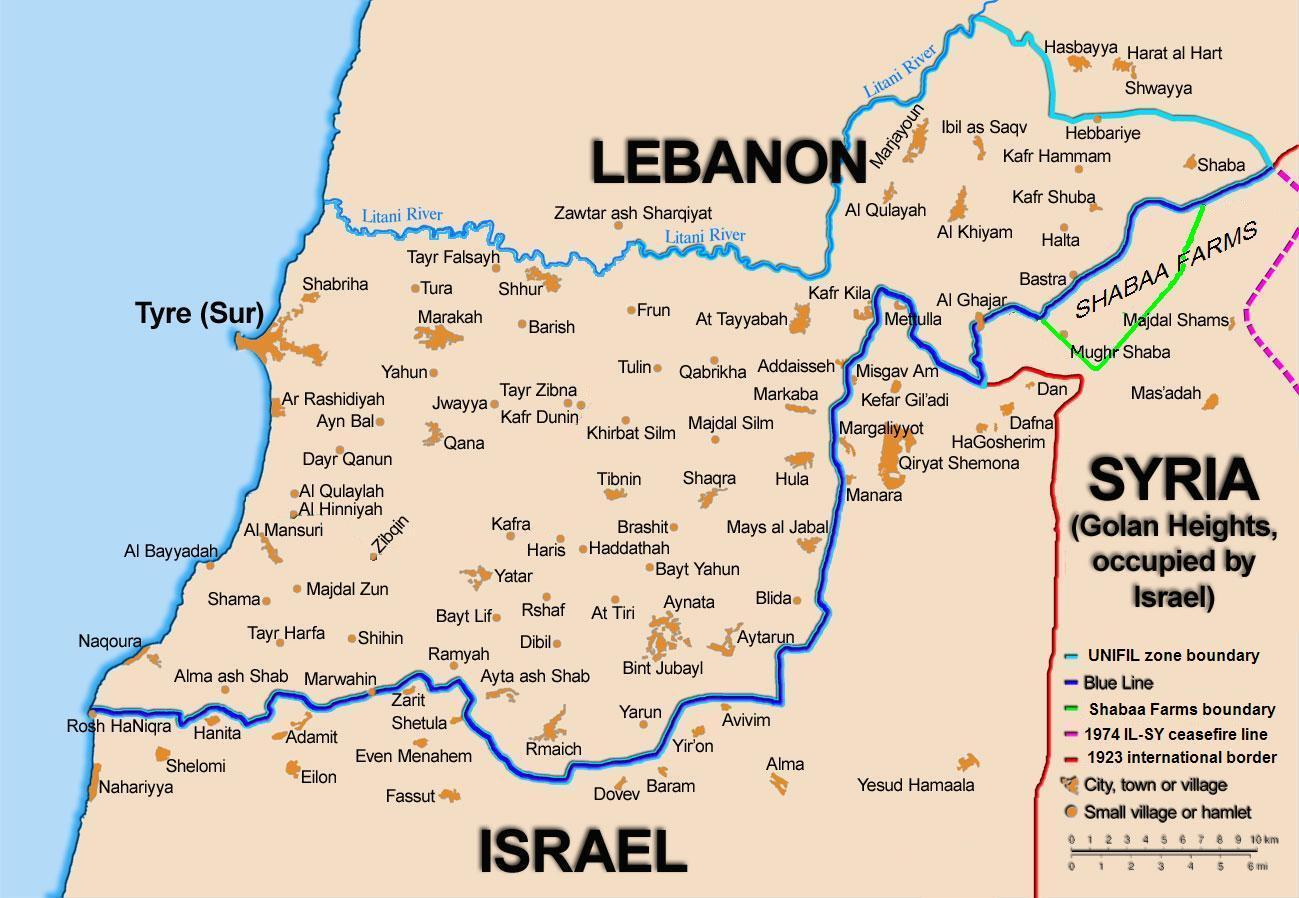
La ligne bleue marque la frontière libano-israélienne ainsi que la frontière du Liban avec le plateau du Golan.

La ligne bleue est une ligne tracée le 7 juin 2000 par l'Organisation des Nations unies (ONU), après le retrait israélien du Liban le 25 mai 2000 mettant fin à l'occupation commencée en juin 1982.
L'ONU, avec l'aide de la Force intérimaire des Nations unies au Liban (FINUL), a identifié sur le terrain une ligne permettant de confirmer le retrait israélien du Sud-Liban après plusieurs interventions militaires israéliennes au Liban (notamment en 1978 et 1982), et 18 ans d'occupation israélienne du Sud Liban entre 1982 et 2000 (occupation militaire directe, ou indirecte par l'entremise des supplétifs libanais de l'armée israélienne, l'Armée du Liban Sud).
La ligne bleue suit pour l'essentiel le tracé de la ligne de l'accord Paulet-Newcombe conclu entre les puissances mandataires française et britannique en 1923. 
L'ONU se défend de définir la frontière entre Israël et le Liban, la ligne bleue n'étant qu'une ligne de retrait. Les négociations entre les Libanais et les Israéliens se poursuivent au sujet de la frontière, avec la médiation de la FINUL. Le Liban conteste 13 points de la ligne de sa frontière avec Israël.